# Paullinia alata
Paullinia alata là một loài thực vật có hoa trong họ Bồ hòn. Loài này được (Ruiz & Pav.) G.Don mô tả khoa học đầu tiên năm 1831.